# Sistema de Regulación Automática de Trenes
El SIRAT (Sistema de Regulación Automática de Trenes) es un sistema de regulación de tráfico ferroviario utilizado en el Metro de Madrid. Permite regular automáticamente la frecuencia de paso de los trenes por las estaciones (intervalo) actuando sobre su velocidad y sus tiempos de parada. Está desarrollado por el Instituto de Investigación Tecnológica (IIT) de la Universidad Pontificia Comillas y la empresa Dimetronic.
El SIRAT no se aplica a partir de las 22:00, de forma que el metro funciona por horario en lugar de por intervalo, realizándose más rápido cada trayecto.

## Ventajas y quejas del sistema
SIRAT contrarresta la tendencia permanente a la acumulación de vagones en un sector determinado de la línea, evitando el retraso de los trenes y la aglomeración de usuarios en las estaciones. Sin embargo, existen quejas de que el sistema implica que el tren deba esperar en las estaciones un tiempo excesivo.